# Осима (посёлок)
Осима (яп. 大島町 О:сима-мати) — посёлок в Японии, находящийся в округе Осима префектуры Токио. Площадь посёлка составляет 91,06 км², население — 7104 человека (1 октября 2020), плотность населения — 78,01 чел./км².

## Географическое положение
Посёлок находится на острове Идзуосима в префектуре Токио региона Канто.

## Население
Население посёлка составляет 7104 человека (1 октября 2020), а плотность — 78,01 чел./км². Изменение численности населения с 1980 по 2005 годы:
| 1980 | 10 734 чел. |  |
| 1985 | 10 377 чел. |  |
| 1990 | 10 014 чел. |  |
| 1995 | 9693 чел.   |  |
| 2000 | 9224 чел.   |  |
| 2005 | 8702 чел.   |  |

## Символика
Цветком посёлка считается камелия.